# Дуглас Гоутон Кемпбелл
Дуглас Гоутон Кемпбелл (англ. Douglas Houghton Campbell, 1859–1953) — американський ботанік, фахівець у статевому розмноженні мохів та папоротей.
Автор ряду відомостей з різних питань географії рослин — від екологічної географії рослинності до історичної фітогеографії в світлі ідей мобілізму.

## Шлях в науці
З 1878 по 1882 вивчав ботаніку у Мічиганському університеті.
1886 — ступінь Ph.D. і поїздка до Німеччини.
З 1888 по 1891 — професор Стенфордського університету, у 1891 очолив кафедру ботаніки.
У 1913 — був обраний президентом Американського ботанічного товариства.
Член Національної Академії наук США, Лондонського Ліннеївського товариства, Королівського товариства Единбурга, Німецького ботанічного товариства, Міжнародної асоціації ботаніків, Американського філософського товариства.

## Публікації
- англ. Campbell D.H. The Structure and Development of Mosses and Ferns, 1895
- англ. Campbell D.H. Lectures on the Evolution of Plants. NY; L: Macmillan, 1899
- англ. Campbell D.H. Plant life and evolution. NY: H.Holt and Co., 1911
- англ. Campbell D.H. An Outline of Plant Geography. NY: The Macmillan Co., 1926
- англ. Campbell D.H. The evolution of the land plants. Stanford: Stanford University Press; L: H.Milford, 1940
- англ. Campbell D.H. Relations of the temperate floras of North and South American // Proc. Calif. Acad. Sci. 4th ser. 1944. Vol. 25, № 2. P. 139–146
- Кэмпбел Д. Х. Ботанические ландшафты земного шара. Очерки по географии растений. М.: Издательство иностранной литературы, 1948